# Phytochemistry
Phytochemistry est une revue scientifique à comité de lecture couvrant la chimie végétale pure et appliquée, la biochimie végétale et la biologie moléculaire. Il est publié par Elsevier et constitue une publication officielle de la Société phytochimique d'Europe, de la Société phytochimique d'Amérique du Nord et de la Société phytochimique d'Asie.
Une revue sœur, Phytochemistry Letters, est publiée depuis 2008.

## Résumé et indexation
Phytochemistry est résumée et indexée dans :
- AGRICOLA
- BIOSIS
- Cambridge Scientific Abstracts
- Chemical Abstracts
- CAB Abstracts
- Current Contents/Agriculture, Biology & Environmental Sciences
- Current Contents/Life Sciences
- Embase
- Elsevier BIOBASE
- MEDLINE
- Medicinal and Aromatic Plant Abstracts
- Pascal
- Plant Science Database
- Science Citation Index
- Scopus

.
Selon le Journal Citation Reports, la revue a un facteur d'impact 2020 de 4,072.